# Ceraclea robertella
Ceraclea robertella là một loài Trichoptera trong họ Leptoceridae. Chúng phân bố ở miền Cổ bắc.